# Bonnetia
Bonnetia es un género botánico perteneciente a la familia Bonnetiaceae. Contiene 53 especies.

## Taxonomía
El género fue descrito por Carl Friedrich Philipp von Martius y publicado en Nova Genera et Species Plantarum . . . 1: 114. 1824[1826]. La especie tipo es: Bonnetia anceps Mart. & Zucc.

## Especies aceptadas
A continuación se brinda un listado de las especies del género Bonnetia aceptadas hasta abril de 2015, ordenadas alfabéticamente. Para cada una se indica el nombre binomial seguido del autor, abreviado según las convenciones y usos.	
Bonnetia contiene las siguientes especies:
| - Bonnetia ahogadoi (Steyerm.) A.L.Weitzman & P.F.Stevens - Bonnetia anceps Mart. & Zucc. - Bonnetia bahiensis Turcz. - Bonnetia bolivarensis Steyerm. - Bonnetia celiae Maguire - Bonnetia chimantensis Steyerm. - Bonnetia cordifolia Maguire - Bonnetia crassa Gleason - Bonnetia cubensis (Britton) Howard - Bonnetia euryanthera Steyerm. - Bonnetia fasciculata P.F.Stevens & A.L.Weitzman - Bonnetia holostyla Huber - Bonnetia huberiana Steyerm. - Bonnetia jauaensis Maguire - Bonnetia kathleenae Lasser - Bonnetia katleeniae Lasser - Bonnetia lanceifolia Kobuski - Bonnetia liesneri Steyerm. - Bonnetia maguireorum Steyerm. - Bonnetia multinervia (Maguire) Steyerm. - Bonnetia neblinae Maguire - Bonnetia paniculata Spruce ex Benth. - Bonnetia ptariensis Steyerm. - Bonnetia roraimae Oliveri - Bonnetia roseiflora Maguire - Bonnetia rubicunda (Sastre) A.L.Weitzman & P.F.Stevens - Bonnetia sessilis Benth. - Bonnetia steyermarkii Kobuski - Bonnetia stricta Mart. - Bonnetia tepuiensis Kobuski & Steyerm. - Bonnetia tristyla Gleason - Bonnetia venulosa Mart. & Zucc. - Bonnetia wurdackii Maguire |